# Флеринген
Флеринген (њем. Fleringen) општина је у њемачкој савезној држави Рајна-Палатинат. Једно је од 235 општинских средишта округа Ајфелкрајс Битбург-Прим. Према процјени из 2010. у општини је живјело 344 становника. Посједује регионалну шифру (AGS) 7232223.

## Географски и демографски подаци
Флеринген се налази у савезној држави Рајна-Палатинат у округу Ајфелкрајс Битбург-Прим. Општина се налази на надморској висини од 508 метара. Површина општине износи 8,5 km². У самом мјесту је, према процјени из 2010. године, живјело 344 становника. Просјечна густина становништва износи 40 становника/km².